# Ліа Танці
Ліа Танци (італ. Lia Tanzi) (*3 листопада 1948) — італійська акторка.

## Біографія
Народилася 3 листопада 1948 в Буенос-Айресі, Аргентин, в родині італійців. Наприкінці 1960-х років прибула в Італію. Навчалася в акторській студії. Дебютувала в ролі повії у фільмі режисера Серджіо Мартіно "Божевільний Мілан — Поліція домагається справедливості" (італ. Milano trema — La polizia vuole giustizia, 1973). Популярність до Ліа Танци прийшла після виходу на екрани Італії фільму «Моя дружина відьма» (1980). Знімалася у фільмах режисерів Діно Різі, Франко Кастеллано, Стено, Карло Вандзіна, Джорджіо Капітані. В дуеті з чоловіком, актором Джозефом Памбіері, виступала на театральній сцені, знімалася в телесеріалах.

## Фільмографія
- Milano trema - La polizia vuole giustizia (1973)
- Cugini carnali (1974)
- Permettete signora che ami vostra figlia? (1974)
- La signora gioca bene a scopa? (1974)
- Philo Vance (1974)
- Morte sospetta di una minorenne (1975)
- Una sera c'incontrammo (1975)
- Amore mio spogliati... che poi ti spiego! (1975)
- Al piacere di rivederla (1976)
- La banca di Monate (1976)
- La stanza del vescovo (1977)
- La vergine, il toro e il capricorno (1977)
- Mia moglie è una strega (1980)
- Speed Cross (1980)
- Bollenti spiriti (1981)
- Quando la coppia scoppia (1981)
- Quello che le ragazze non dicono (2000)
- Nebbia in Val Padana (2000)
- Le ali della vita 2 (2002)
- Ultimo stadio (2002)
- Carabinieri (2007—2008)
- La ladra (2010)
- Una musica silenziosa (2012)